# Haut de gamme/Koweït, rive gauche
 (juillet 2018).
Si vous disposez d'ouvrages ou d'articles de référence ou si vous connaissez des sites web de qualité traitant du thème abordé ici, merci de compléter l'article en donnant les références utiles à sa vérifiabilité et en les liant à la section « Notes et références ».
Haut de gamme/Koweït, rive gauche est le neuvième album studio de Koffi Olomidé sorti en 1992. L'album est réalisé par Maïka Munam, Phillipe Guez et Suzy Kasseya. 
Albums de Koffi Olomidé
Noblesse Oblige
(1993)

## Critique et succès commercial

### Accueil critique
L'album est aujourd'hui considéré comme un grand classique de la musique congolaise et fait partie des 1001 albums qu'il faut avoir écoutés dans sa vie,.

## Autour de l'album
- Réalisation :  Maika Munam, Philippe Guez, Suzy Kasseya[1]
- Producteur Exécutive : Koffi Olomide
- Chœur : Déesse Mukangi, Lukombo Djeffard, Nyboma Danos, Luciana Demingongo
- Guitare Basse : Djo Mass, Ngouma Lokito
- Batterie : Djoudjou Music
- Ingénieur : Bruno Quinquet, Johnny Williams, Pascal Bodin, Pierre Braner, Stephan Sahakian
- Guitare : Dally Kimoko, Néné Tchaku, Beniko Popolipo
- Percussion : Code Niawu 3615

## Titres
| 1.    | Papa Bonheur        | 7:10 |
| 2.    | Désespoir           | 6:23 |
| 3.    | Koweït, rive gauche | 6:36 |
| 4.    | Qui cherche trouve  | 6:46 |
| 5.    | Elixir              | 4:51 |
| 6.    | Porte Monnaie       | 6:27 |
| 7.    | Conte de fées       | 7:15 |
| 8.    | Obrigado            | 6:42 |
| 9.    | Dit Jeannot         | 6:02 |
| 58:14 |                     |      |